# Kim Boutin
Kim Boutin (* 16. Dezember 1994 in Sherbrooke) ist eine kanadische Shorttrackerin.

## Werdegang
Boutin hatte ihren ersten internationalen Erfolg bei den Juniorenweltmeisterschaften 2014 in Erzurum. Dort gewann sie die Silbermedaille mit der Staffel über 3000 m. Zu Beginn der Saison 2014/15 startete sie in Salt Lake City erstmals im Weltcup und erreichte dabei den neunten Platz über 1500 m, den siebten Rang über 1000 m und den dritten Platz mit der Staffel über 3000 m. Im weiteren Saisonverlauf errang sie zwei weitere dritte Plätze mit der Staffel, einen dritten Rang über 1000 m und einen dritten Platz über 1500 m. In Dresden holte sie mit der Staffel ihren ersten Weltcupsieg. Ihre beste Platzierung bei den Weltmeisterschaften 2015 in Moskau war der vierte Platz über 1000 m. Die Saison beendete sie auf dem siebten Rang im Weltcup über 1000 m. In der Saison 2015/16 kam sie im Weltcupeinzel viermal unter die ersten Zehn. Dabei errang sie in Montreal den zweiten Platz über 500 m und zudem den zweiten Rang mit der Staffel. In der folgenden Saison errang sie mit der Staffel dreimal den dritten und einmal den zweiten Platz. Über 1500 m holte sie in Dresden ihren ersten Einzelsieg im Weltcup und errang in Gangneung den dritten Platz. Zum Saisonende belegte sie damit den dritten Platz im Weltcup über 1500 m. Ihre besten Resultate bei den Weltmeisterschaften 2017 in Rotterdam waren der 11. Platz über 1500 m und der fünfte Rang mit der Staffel. Zu Beginn der Saison 2017/18 wurde sie in Budapest über 1000 m und 1500 m jeweils Zweite. Es folgte ein weiterer zweiter Platz über 500 m in Dordrecht und zwei Siege, je über 500 m und 1000 m, in Shanghai. Zum Ende der Weltcupsaison gelangen ihr in Seoul der dritte Platz über 1500 m und der zweite Rang über 1000 m und erreichte den vierten Platz im Weltcup über 500 m, den dritten Rang im Weltcup über 1500 m und den ersten Platz im Weltcup über 1000 m. Bei den Olympischen Winterspielen 2018 in Pyeongchang gewann sie, sowohl über 500 m als auch die 1500 m, die Bronzemedaille und über 1000 m die Silbermedaille. Im März 2018 holte sie bei den Weltmeisterschaften in Montreal über 1500 m und mit der Staffel jeweils die Bronzemedaille.
In der Saison 2018/19 wurde Boutin Sechste im Weltcup über 1500 m und Fünfte im Weltcup über 1000 m. Dabei kam sie jeweils zweimal auf den zweiten und auf den dritten Platz und siegte in Turin im Lauf über 1000 m. Zudem belegte sie in Almaty den dritten Platz mit der Staffel und den ersten Platz mit der Mixed-Staffel und in Turin den zweiten Platz mit der Mixed-Staffel. Bei den Weltmeisterschaften 2019 in Sofia gewann sie über 1000 m, im Mehrkampf und mit der Staffel jeweils die Bronzemedaille und über 1500 m die Silbermedaille. In der folgenden Saison holte sie acht Siege, davon sieben im Einzel und belegte zudem zweimal den zweiten und viermal den dritten Platz. Sie gewann damit den Weltcup über 500 m und errang im Weltcup über 1000 m den neunten und im Weltcup über 1500 m den fünften Platz.

## Weltcupsiege

### Weltcupsiege im Einzel
| Nr. | Datum             | Ort            | Disziplin |
| --- | ----------------- | -------------- | --------- |
| 1.  | 4. Februar 2017   | Dresden        | 1500 m    |
| 2.  | 11. November 2017 | Shanghai       | 500 m     |
| 3.  | 12. November 2017 | Shanghai       | 1000 m    |
| 4.  | 10. Februar 2019  | Turin          | 1000 m    |
| 5.  | 2. November 2019  | Salt Lake City | 1500 m    |
| 6.  | 3. November 2019  | Salt Lake City | 500 m     |
| 7.  | 9. November 2019  | Montreal       | 1000 m    |
| 8.  | 10. November 2019 | Montreal       | 500 m     |
| 9.  | 1. Dezember 2019  | Nagoya         | 500 m     |
| 10. | 7. Dezember 2019  | Shanghai       | 500 m     |
| 11. | 9. Februar 2020   | Dresden        | 500 m     |
| 12. | 27. November 2021 | Dordrecht      | 500 m     |
| 13. | 5. November 2022  | Salt Lake City | 500 m     |
| 14. | 11. Dezember 2022 | Almaty         | 500 m     |
| 15. | 11. Februar 2023  | Dordrecht      | 1000 m    |

### Weltcupsiege im Team
| Nr. | Datum             | Ort         |
| --- | ----------------- | ----------- |
| 1.  | 8. Februar 2015   | Dresden 1   |
| 2.  | 9. Dezember 2018  | Almaty 2    |
| 3.  | 8. Dezember 2019  | Shanghai 3  |
| 4.  | 11. Dezember 2022 | Almaty 4    |
| 5.  | 12. Februar 2023  | Dordrecht 5 |
| 6.  | 2. November 2024  | Montreal 6  |
| 7.  | 3. November 2024  | Montreal 7  |
| 8.  | 7. Dezember 2024  | Peking 8    |
| 9.  | 14. Dezember 2024 | Seoul 8     |

## Persönliche Bestzeiten
- 500 m      41,936 s (aufgestellt am 3. November 2019 in Salt Lake City)
- 1000 m    1:28,076 min (aufgestellt am 10. April 2022 in Montreal)
- 1500 m    2:17,739 min (aufgestellt am 16. Februar 2022 in Peking)
- 3000 m    5:00,068 min (aufgestellt am 18. März 2018 in Montreal)